# Шафран прекрасный
Шафра́н прекра́сный (лат. Crócus speciósus) — клубнелуковичное травянистое многолетнее растение, вид рода Шафран (Crocus) семейства Ирисовые, или Касатиковые (Iridaceae).
Встречается в горных лесах в Закавказье, Малой Азии, Крыму, Иране.

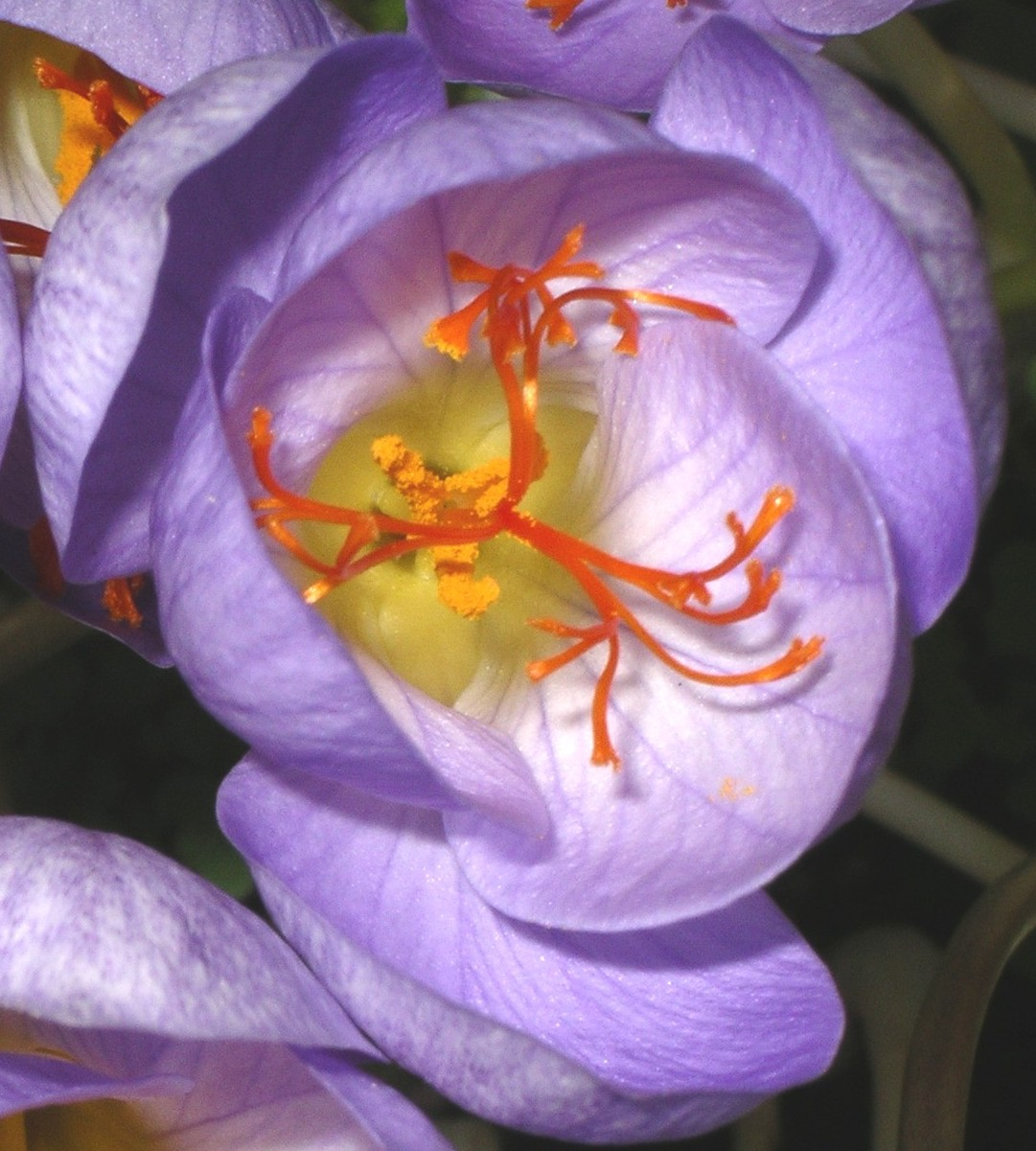
Внутренняя часть цветка.

## Ботаническое описание
Растение высотой 10-40 см.
Клубнелуковица довольно большая (2—2,5 см в диаметре), шаровидная или прижато-шаровидная, при основании несущая придаточные клубеньки; оболочки перепончатые, распадающиеся на кольца и более тонкие, чем у других видов.
Побеги укороченные. Листья линейные, в числе двух—четырёх, длиной до 40 см, шириной 6—8 мм, с реснитчатыми краями. Листья развиваются после отцветания.
Цветки одиночные. Околоцветник до 6 см длиной, в зеве белый, голый; доли отгиба прямые заострённые, лиловые, с тремя продольными пурпурными полосками. Трубка розовато-сиреневая длинная, выходит прямо из клубнелуковицы. Пыльники тычинок оранжевые, в 2—3 раза длиннее нитей; рыльца раздельные, оранжевые, значительно превышают пыльник. Цветёт с августа до октября.
Плод — коробочка.

## Хозяйственное значение и применение
Рыльца содержат жёлтое красящее вещество и могут служить красителем для пищевых продуктов.

## Классификация

### Таксономия
Вид Шафран прекрасный входит в род Шафран (Crocus) подсемейства Crocoideae семейства Ирисовые (Iridaceae) порядка Спаржецветные (Asparagales).
|  |                                      |  |                                                             |                                                             |                    |  | ещё 24 семейства (согласно Системе APG II) | ещё 24 семейства (согласно Системе APG II)   |                                              |  |  |  | ещё около 30 родов | ещё около 30 родов    |  |  |
|  |                                      |  |                                                             |                                                             |                    |  | ещё 24 семейства (согласно Системе APG II) | ещё 24 семейства (согласно Системе APG II)   |                                              |  |  |  | ещё около 30 родов | ещё около 30 родов    |  |  |
|  |                                      |  |                                                             | порядок Спаржецветные                                       |                    |  |                                            |                                              | подсемейство Crocoideae                      |  |  |  |                    | вид Шафран прекрасный |  |  |
|  |                                      |  |                                                             | порядок Спаржецветные                                       |                    |  |                                            |                                              | подсемейство Crocoideae                      |  |  |  |                    | вид Шафран прекрасный |  |  |
|  | отдел Цветковые, или Покрытосеменные |  |                                                             |                                                             | семейство Ирисовые |  |                                            |                                              | род Шафран                                   |  |  |  |                    |                       |  |  |
|  | отдел Цветковые, или Покрытосеменные |  |                                                             |                                                             |                    |  |                                            |                                              |                                              |  |  |  |                    |                       |  |  |
|  |                                      |  | ещё 44 порядка цветковых растений (согласно Системе APG II) | ещё 44 порядка цветковых растений (согласно Системе APG II) |                    |  |                                            | ещё 4 подсемейства (согласно Системе APG II) | ещё 4 подсемейства (согласно Системе APG II) |  |  |  | ещё около 80 видов |                       |  |  |
|  |                                      |  |                                                             | ещё 44 порядка цветковых растений (согласно Системе APG II) |                    |  |                                            |                                              | ещё 4 подсемейства (согласно Системе APG II) |  |  |  |                    |                       |  |  |

### Подвиды
В рамках вида выделяют ряд подвидов:
- Crocus speciosus subsp. ilgazensis B.Mathew
- Crocus speciosus subsp. speciosus
- Crocus speciosus subsp. xantholaimos B.Mathew

### Синонимы
По данным The Plant List на 2013 год, в синонимику вида входят:
- Crocus multifidus Rochel ex Ledeb.
- Crocus nudiflorus Hohen., nom. illeg.
- Crocus polyanthus Grossh., nom. illeg.
- Crocus tauricus Steven ex Nyman, nom. inval.

### Сорта
- 'Artabir' Tubergen, 1896. Кавказская форма. Цветки светло-синие с тёмными жилками. Цветёт осенью[4].